# David C. Lindberg
Pour les articles homonymes, voir Lindberg.
David Charles Lindberg (15 novembre 1935 - 6 janvier 2015) est un historien des sciences américain. Son sujet principal de recherche est l'histoire de la science médiévale et moderne, en particulier la science physique et la relation entre science et religion. Lindberg est l'auteur ou l'éditeur de nombreux livres. Il a également été président de la History of Science Society et a reçu en 1999 sa médaille Sarton.

## Biographie
Lindberg a été professeur émérite d'Hilldale en histoire des sciences et ancien directeur de l'Institut de recherche en sciences humaines de l'Université du Wisconsin à Madison. Il était titulaire d'un diplôme en physique de l'Université Northwestern et d'un doctorat en histoire et philosophie des sciences de l’Université de l'Indiana. Lindberg est l'auteur ou l'éditeur de plus d'une douzaine de livres, a reçu des subventions et des prix d'organisations telles que la Fondation John-Simon-Guggenheim, la National Science Foundation, la Fondation nationale pour les sciences humaines, l'Institute for Advanced Study de l'Université de Princeton, la History of Science Society, la Medieval Academy of America et l'Université du Wisconsin à Madison. Avec Ronald Numbers, il a co-édité deux anthologies sur la relation entre religion et science. Toujours avec Numbers, Lindberg a été rédacteur en chef du Cambridge History of Science en huit volumes et avec Michael Shank rédacteur en chef de son volume sur la science médiévale.

## Prix et distinctions
Il a été président de la History of Science Society (1994–1995) et s'est vu décerner en 1999 le prix le plus élevé pour l'œuvre scientifique de toute une vie : la médaille Sarton.
En 1994 il est lauréat du prix Watson Davis et Helen Miles Davis pour son livre The Beginnings of Western Science.
Il est membre de la Medieval Academy of America, de la Renaissance Society of America et membre effectif de l'Académie internationale d'histoire des sciences. En 1991 il devient membre de l'Académie américaine des arts et des sciences.

## Sélection de publications
- John Pecham and the Science of Optics: Perspectiva Communis (1970) (ISBN 978-0-299-05730-5)
- Theories of Vision from al-Kindi to Kepler (1976) ASIN B000OPS4RC; (1996) (ISBN 978-0-226-48235-4)[5].
- Science in the Middle Ages (1978) (ISBN 978-0-226-48233-0)[6],[7],[8]
- Studies in the History of Medieval Optics (1983) (ISBN 978-0-86078-134-9)[9].
- Roger Bacon's Philosophy of Nature (1983) (ISBN 978-0-19-858164-2) ; (1997) (ISBN 978-1-890318-75-8)
- The Genesis of Kepler's Theory of Light: Light Metaphysics from Plotinus to Kepler (1976) ASIN B00073BMM0
- God and Nature (éditeur, avec Ronald Numbers) (1986) (ISBN 978-0-520-05538-4)[10],[11].
- Reappraisals of the Scientific Revolution (éditeur, avec Robert S. Westman) (1990) (ISBN 978-0-521-34804-1)[12],[13],[14].
- The Beginnings of Western Science, 600 B.C. to A.D. 1450 (1992) (ISBN 978-0-226-48231-6)[15],[16].
- Roger Bacon and the Origins of Perspectiva in the Middle Ages (1996) (ISBN 978-0-19-823992-5)
- When Science and Christianity Meet (éditeur, avec Ronald Numbers) (2003) (ISBN 978-0-226-48214-9)